# Точки Лагранжа
Точки Лагранжа (менш відомі як точки лібрації (від лат. libro — коливання або стаціонарні точки)) — 5 точок в орбітальній конфігурації, де тіло з незначною масою, що зазнає тільки гравітаційного впливу двох взаємопов'язаних масивних тіл, буде перебувати у незмінній позиції щодо них. Локальний розв'язок задачі трьох тіл.

## Відкриття
Точки названо на честь математика та астронома Жозеф-Луї Лагранжа, який відкрив їх 1772 року, працюючи над проблемою невизначеності орбіт у системі з трьох тіл. Його дослідження довели, що існує локальний розв'язок цієї проблеми у випадку, коли орбіти всіх тіл є коловими. У цьому разі можна вважати, що два масивних тіла обертаються навколо їхнього спільного центра мас (із постійною швидкістю). Навколо них існує п'ять точок, у яких третє тіло (масою якого можна знехтувати) залишатиметься непорушним у системі відліку, яка пов'язана з масивними тілами та обертається разом із ними. Ці точки заведено позначати латинськими літерами L з індексами від 1-го до 5-ти.

## Розташування точок
Всі точки лежать у площині обертання масивних тіл.
Точки, що перебувають на одній лінії з двома масивними тілами, називають колінеарними.
Точки, що розташовані у вершинах рівносторонніх трикутників, основу яких утворює вісь двох основних тіл, називаються трикутними.

Схематичне розташування точок Лагранжа

### Колінеарні точки
L1 — розташована між двома об'єктами, ближче до тіла меншої маси.
L2 — розташована на лінії двох об'єктів за тілом меншої маси.
L3 — на лінії двох об'єктів за тілом більшої маси.
Відстань від центра мас системи до цих точок наближено обчислюється за формулами:
{\displaystyle r_{1}=R\left[1-\left({\frac {\alpha }{3}}\right)^{1/3}\right]}
{\displaystyle r_{2}=R\left[1+\left({\frac {\alpha }{3}}\right)^{1/3}\right]}
{\displaystyle r_{3}=R\left[1+{\frac {5}{12}}\alpha \right]}
де
{\displaystyle \alpha ={\frac {M_{2}}{M_{1}+M_{2}}}},
M1 — маса масивнішого тіла,
M2 — масса другого (менш масивного) тіла,
R — відстань між цими тілами.
У випадках, коли маса тіла M2 настільки менша за масу M1, що масою M2 можна практично знехтувати (наприклад у системі Сонце—Земля, маса нашої планети менша сонячної в 332 981 раз), точки L1 та L2 розташовані на однаковій відстані у протилежних напрямках від M2.
{\displaystyle r\approx R{\sqrt[{3}]{\frac {M_{2}}{3M_{1}}}}}
L3 розміщується на такій же орбіті, що і M2 з різницею в 180°.
У системі Сонце—Земля точка L1 розташована на відстані 1,5 млн км від центру Землі, у системі Земля—Місяць — на відстані 64 500 км від супутника.
Середня відстань від Землі до Сонця {\displaystyle R\approx 149,6} млн. км.
Середня відстань між центрами Землі і Місяця — {\displaystyle 384\ 400} км.

### Трикутні точки
L4 та L5 розташовані симетрично щодо лінії M1—M2 та утворюють вершини двох рівносторонніх трикутників з основою в точках M1 та M2.
У цьому випадку орбіта тіла незначної маси збігається з орбітою менш масивного тіла M2.
L4 випереджає його у русі на 60°, а L5 відстає від M2 на 60°.

## Стабільність у Лагранжевих точках

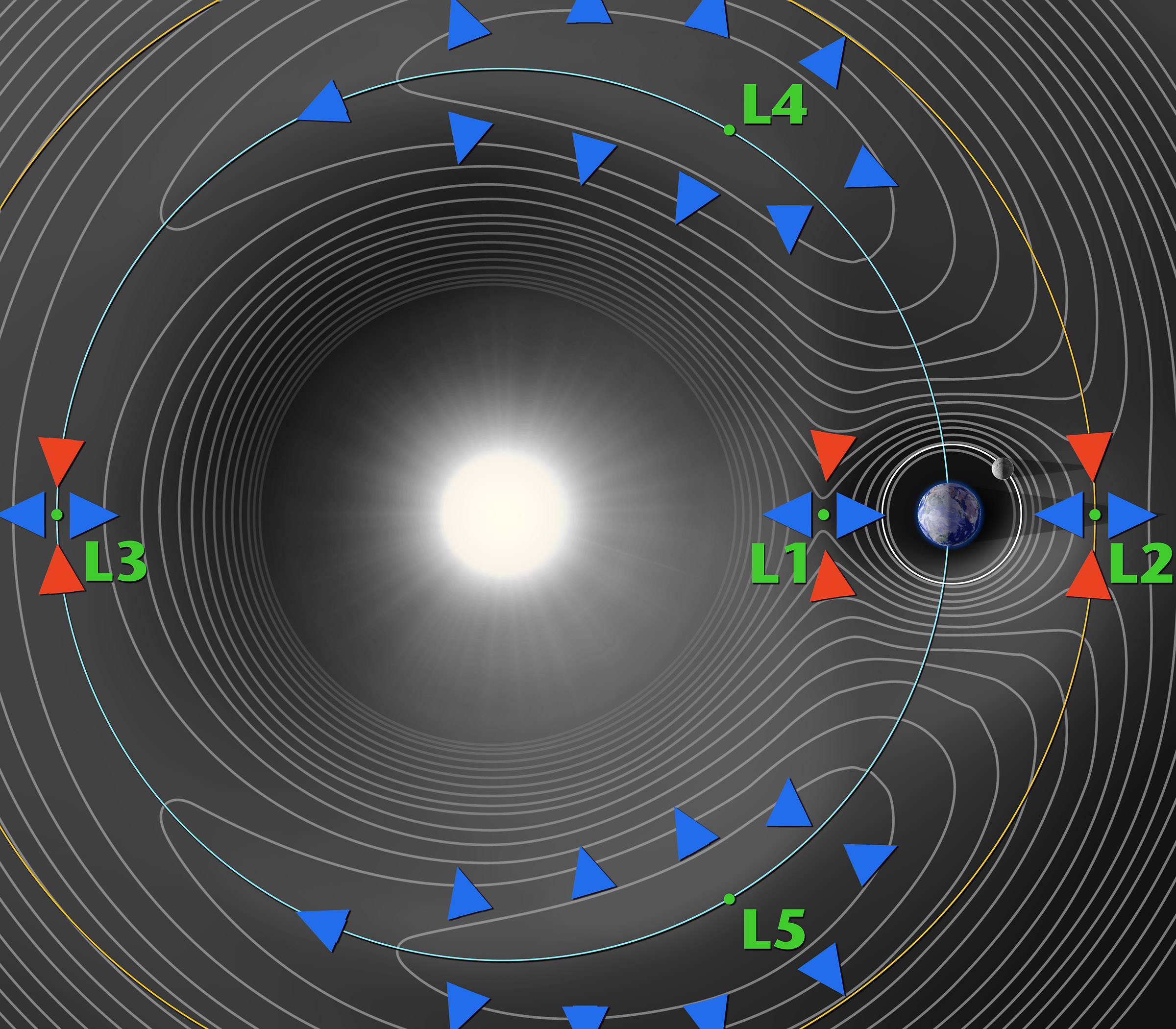
Стабільність у Лагранжевих точках системи двох тіл зі значною різницею мас (напр. Сонце — Земля). Стабільні орбіти навколо точок L_{4} та L_{5} позначено синіми трикутниками

Розташовані в колінеарних точках Лагранжа тіла перебувають у нестабільній рівновазі. Будь-який зсув уздовж прямої, що сполучає масивні тіла, призводить до втрати рівноваги. Тіло буде віддалятися від цього положення все далі й далі.
Попри це існують квазі-стабільні замкнені орбіти навколо точок лібрації (у системі відліку, що обертається разом із масивними тілами), принаймні, у випадку задачі трьох тіл. Це так звані гало-орбіти, перпендикулярні площині, у якій лежать орбіти масивних тіл. Якщо на рух впливають інші тіла (як це відбувається у Сонячній системі) замість замкнутої орбіти рух відбуватиметься квазіперіодичною орбітою, що має назву орбіти Ліссажу. Попри нестабільність таких орбіт космічний апарат може залишатися поблизу відповідних точок Лагранжа з невеликими витратами пального.
У троянських точках (на відміну від колінеарних) забезпечується стабільна рівновага, якщо співвідношення M1/M2 > 25. Таке співвідношення властиве системам Сонце—Юпітер, Сонце—Земля, Земля—Місяць та ін. У разі відхилення об'єкт рухатиметься стабільною орбітою навколо точки лібрації. Щоправда, у випадку системи Земля—Місяць ситуація значно ускладнюється впливом сонячної гравітації.

## Узагальнення для еліптичних орбіт
У загальнішому випадку еліптичних орбіт стаціонарних точок не існує: вони перетворюються на «області» Лагранжа.
Лагранжеві точки, побудовані для кожного моменту часу (як для колових орбіт), утворюють стаціонарні еліптичні орбіти, подібні до орбіт масивних тіл. Тіло на орбіті Лагранжевої точки має такий же період обертання, що і два масивні тіла (як і у випадку колових орбіт). Цей факт не залежить від того, чи колова орбіта, а це означає, що еліптичні орбіти, окреслені точками Лагранжа, є розв'язком задачі трьох тіл.

## Значення

Ілюстрація зіткнення Теї з Землею, та утворення Місяця.

- Троянські астероїди: 1906 року нім. астроном Макс Вольф відкрив астероїд 588 Ахілес, що перебуває в т. L4 в системі тіл Сонце — Юпітер. Таким чином було отримано перше фактичне підтвердження теоретичних висновків Лагранжа. Протягом XX століття в точках L4 і L5 було відкрито кілька тисяч астероїдів[5]. Склалася традиція що астероїдам, які обганяють Юпітер на 60° і обертаються поблизу точки L4, надавати імена грецьких героїв Іліади (ахейців), а тим, що відстають (розташовані поблизу L5) надавати імена троянців. Коли говорять узагальнено про обидві групи, то вживається термін троянські астероїди або ж троянці.

Троянські астероїди виявлено також зокрема у Марса та Нептуна. Також супутник Сатурна — Тефія має двох власних троянців: Телесто та Каліпсо.
2010 року було сфотографовано, а 2011 — обчислено орбіту 2010 TK7. Наразі це єдиний відомий троянський астероїд Землі. 
- Утворення Місяця: Згідно з поширеною теорією походження Місяця, він утворився внаслідок зіткнення Землі з космічним тілом, розміром приблизно з Марс. Чотири американські астрофізики: Ел Камерон (англ. Al Cameron), Вільям Вард (англ. William Ward), Вільям Хартманн (англ. William Hartmann) і Дональд Девіс (англ. Donald Davis) 1975 року висунули гіпотезу, що в одній з точок Лагранжа L4 або L5 системи Сонце—Земля сформувалася планетозималь Тейя. Внаслідок стабільності орбіти впродовж тривалого часу — близько ста мільйонів років це тіло змогло набрати масу приблизно з марсіанську. Проте в підсумку Тейя зблизилася з Землею та в результаті зіткнення вибила з неї речовину, з якої й утворився земний супутник [7].

- Троянські планети: 2011-го року орбітальний телескоп Кеплер транзитним методом відкрив у планетарній системі KOI-730 дві екзо-планети, що обертаються навколо материнської зорі за 9,8 діб у взаємних точках Лагранжа L4 та L5. Комп'ютерне моделювання прогнозує стабільність їхніх орбіт на наступні 2,22 мільйони років [8].

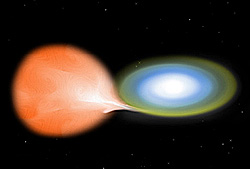
Зоря зліва, заповнила свою порожнину Роша і через точку L_{1} скидає свою матерію зорі з правого боку

- Міжзоряний вітер: У тісних подвійних зоряних системах може відбуватися перетікання речовини з однієї зірки на іншу. Інтенсивне перетікання відбувається за умови, що одна з зір заповнила свою порожнину Роша. Місце дотику цих порожнин є точкою L1, де врівноважується гравітаційний вплив обох тіл. Оскільки зорі більшої маси еволюціонують швидше, така зоря першою перетворюється на гіганта і може заповнити свою порожнину. Через точку L1 зоряний газ починає перетікати на менш масивну компактну компоненту. Після втрати масивною компонентою значної частини оболонки перетікання речовини припиняється, та іноді навіть трапляються випадки зворотного перетікання [9].

## Використання

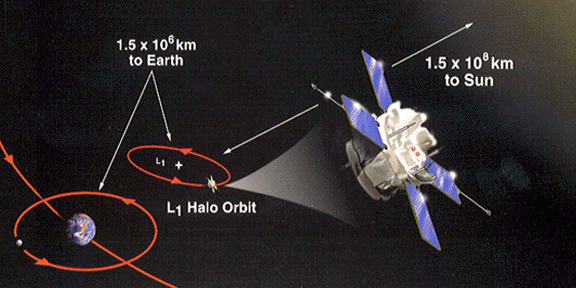
Гало-орбіта навколо L_{1} космічного зонду ACE

Точка L1 системи Земля—Сонце перебуває на відстані 1,5 мільйона км у напрямку Сонця, тому є зручною для його дослідження. Космічні апарати у цій точці здебільшого призначені для аналізу сонячної активності:
- 12 серпня 1978 року NASA і ESA спільно запустили на гало-орбіту космічний апарат ISEE-3, місія завершилася у травні 1997 року. Апарат вивчав взаємодію магнітного поля Землі і сонячного вітру.
- 1 листопада 1994 року з мису Канаверал було запущено зонд WIND, який працював до квітня 2008-го.
- 2 грудня 1995 року було здійснено запуск космічної станції SOHO для спостереження за Сонцем.
- 25 серпня 1997 року виведено на гало-орбіту навколо точки L1 зонд ACE. Орієнтовний час його роботи — до 2024.
- 8 серпня 2001 стартував проект Genesis, на гало-орбіті навколо точки L1. Після успішного збору проб сонячного вітру 8 вересня він повернувся на Землю, але не зміг здійснити м'яку посадку і врізався в поверхню планети. Проте аналіз уламків дозволив отримати деякі дані щодо зібраних матеріалів.

Точка L2 системи Земля—Сонце зручна для спостережень Всесвіту, оскільки Сонце, Земля та Місяць перебувають разом на одній невеликій ділянці неба і майже весь небосхил залишається вільним для спостережень, а сонячне опромінення є помірно стабільним (на відміну від навколоземної орбіти):
- 30 червня 2001 було запущено WMAP, який досі активний. Мета — дослідження реліктового випромінювання
- 14 травня 2009 року Європейським космічним агентством із космодрому Куру запущено ракету-носій, що доправила в околицю точки L2 дві астрономічні космічні лабораторії — космічний телескоп Гершель, що працює в інфрачервоному діапазоні, і телескоп Планка — для складання карти реліктового випромінювання.
- 2013 року ЄКА було здійснено запуск космічного телескопа Gaia, наступника Гіппаркоса, для визначення паралаксів одного мільярда зірок Галактики і складання просторової карти Галактики, відкриття екзо-планет, а також всебічного спостереження малих тіл Сонячної системи, галактик та віддалених квазарів[10].
- 2021 року НАСА здійснено запуск космічного телескопа ім. Джеймса Вебба.

Точка L3 специфічна тим, що її ніколи не видно з Землі. Але жодних проектів її застосування наразі не відомо.
Точки L4 та L5 є легкодоступними з погляду космонавтики. Для запуску в ці точки космічного апарата потрібно навіть менше палива, аніж для доставки на Місяць.
- 26 жовтня 2006-го НАСА здійснила запуск проекту STEREO. Це два ідентичні космічні апарати (A і B) для стереоскопічного вивчення Сонця, а також виявлення, чи існують троянські астероїди в системі Сонце—Земля. Кінцевою метою є точки, що обганяють (A) і відстають (B) від Землі на 90°, однак їхня місія включала тривале перебування поблизу точок L4 (A) та L5 (B), де вони перебували значну частину 2009-го року.

## Виноски
1. 1 2  The Lagrange points [Архівовано 7 вересня 2015 у Wayback Machine.] (англ.)
2. ↑  The L4 and L5 Lagrangian Points: Alternative Derivation [Архівовано 2012-05-05 у Wayback Machine.] (англ.)
3. ↑  WMAP Observatory — Lagrange points (NASA)
4. ↑  точніше {\displaystyle {\tfrac {25+3{\sqrt {69}}}{2}}\approx 24,96}
5. ↑  Trojan Minor Planets. International Astronomical Union (IAU). Архів оригіналу за 30 червня 2013. Процитовано 7 червня 2010.
6. ↑  Martin Connors, Paul Wiegert, Christian Veillet (8 липня 2011). Earth's first Trojan asteroid: 2010 TK7. Департамент Фізики та Астрономії (англ.). Університет Західного Онтаріо. Архів оригіналу за 4 вересня 2013. Процитовано 31 серпня 2011.
7. ↑  Леонид Попов (18 листопада 2004). Разгадка происхождения Луны даёт ключ к поиску инопланетян. Membrana. Архів оригіналу за 30 червня 2013. Процитовано 24 серпня 2010. {{cite web}}: Зовнішнє посилання в |work= (довідка) [Архівовано 2013-05-30 у Wayback Machine.](рос.)
8. ↑  Маркус Човн (англ. Marcus Chown) (6 березня 2011). Two planets found sharing one orbit (англ.). тижневик «New Scientist». Процитовано 20 вересня 2011.
9. ↑  А.М.Черепащук. Вольфа-Райе звёзды (рос.). Астронет. Архів оригіналу за 30 червня 2013. Процитовано 5 жовтня 2011. {{cite web}}: Зовнішнє посилання в |видавець= (довідка)
10. 1 2  Gaia overview. ESA. Архів оригіналу за 30 червня 2013. Процитовано 21 жовтня 2009.(англ.)
11. ↑  Лєонід Попов (рос. Леонид Попов) (28 червня 2011). Открыт первый троянский компаньон Земли (рос.). сайт «Membrana.ru». Архів оригіналу за 17 квітня 2012. Процитовано 20 вересня 2011. [Архівовано 2012-04-17 у Wayback Machine.]